# 1941 (szám)
Az 1941 (római számmal: MCMXLI) az 1940 és 1942 között található természetes szám.

## A matematikában
A tízes számrendszerbeli 1941-es a kettes számrendszerben 11110010101, a nyolcas számrendszerben 3625, a tizenhatos számrendszerben 795 alakban írható fel.
Az 1941 páratlan szám, összetett szám, félprím. Kanonikus alakja 31 · 6471, normálalakban az 1,941 · 103 szorzattal írható fel. Négy osztója van a természetes számok halmazán, ezek növekvő sorrendben: 1, 3, 647 és 1941.
Szerencsés szám.
Az 1941 negyvenkét szám valódiosztóösszeg-függvényeként áll elő, ezek közül a legkisebb a 4539.